# Sandrapunzeln
Die Sandrapunzeln, Sandglöckchen oder Teufelskrallen (Jasione) sind eine Pflanzengattung in der Familie der Glockenblumengewächse (Campanulaceae). Die etwa 15 Arten sind von Europa bis in den Mittelmeerraum verbreitet.

## Beschreibung

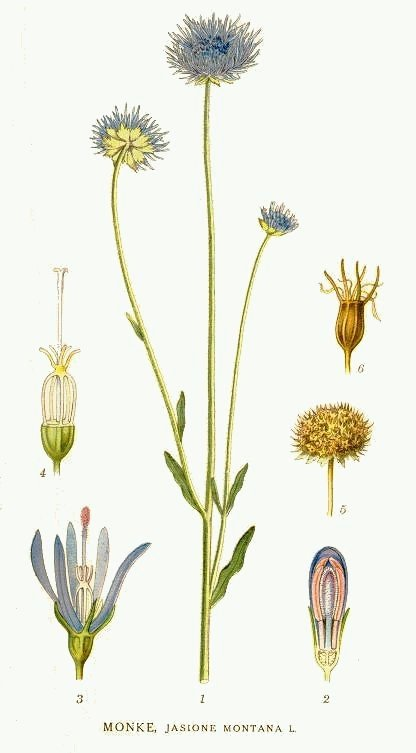
Illustration des Berg-Sandglöckchens (Jasione montana)

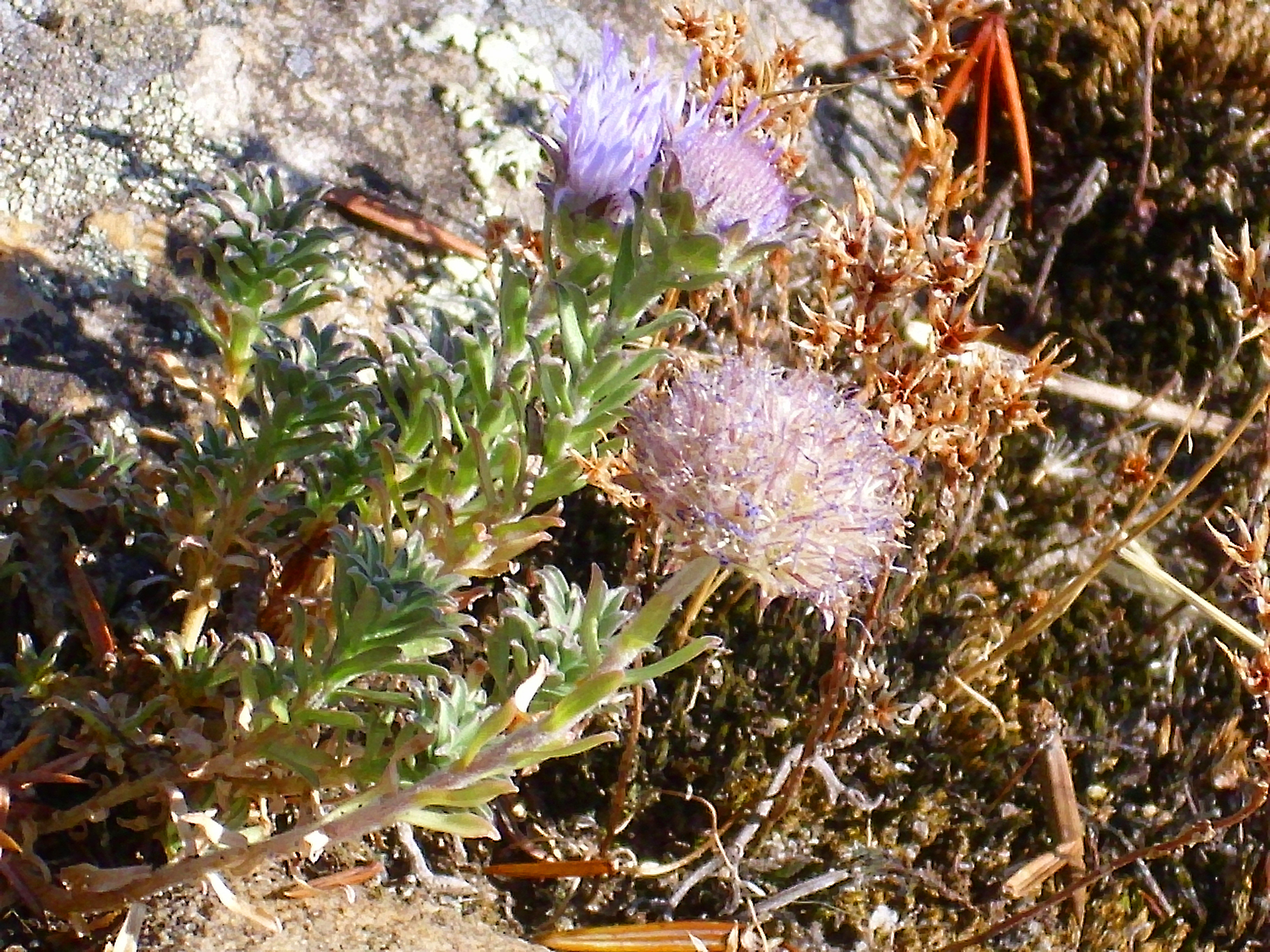
Jasione crispa

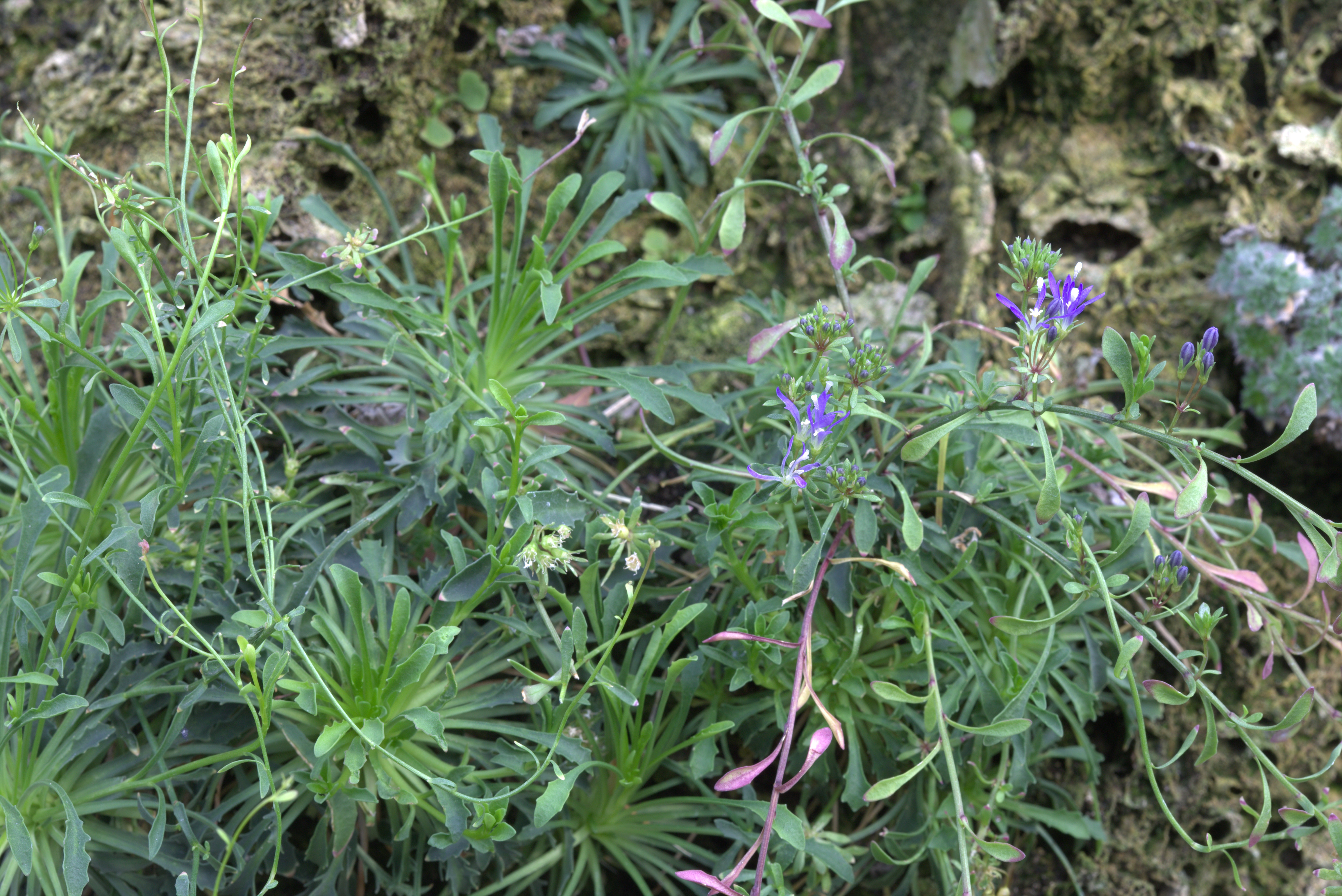
Jasione foliosa

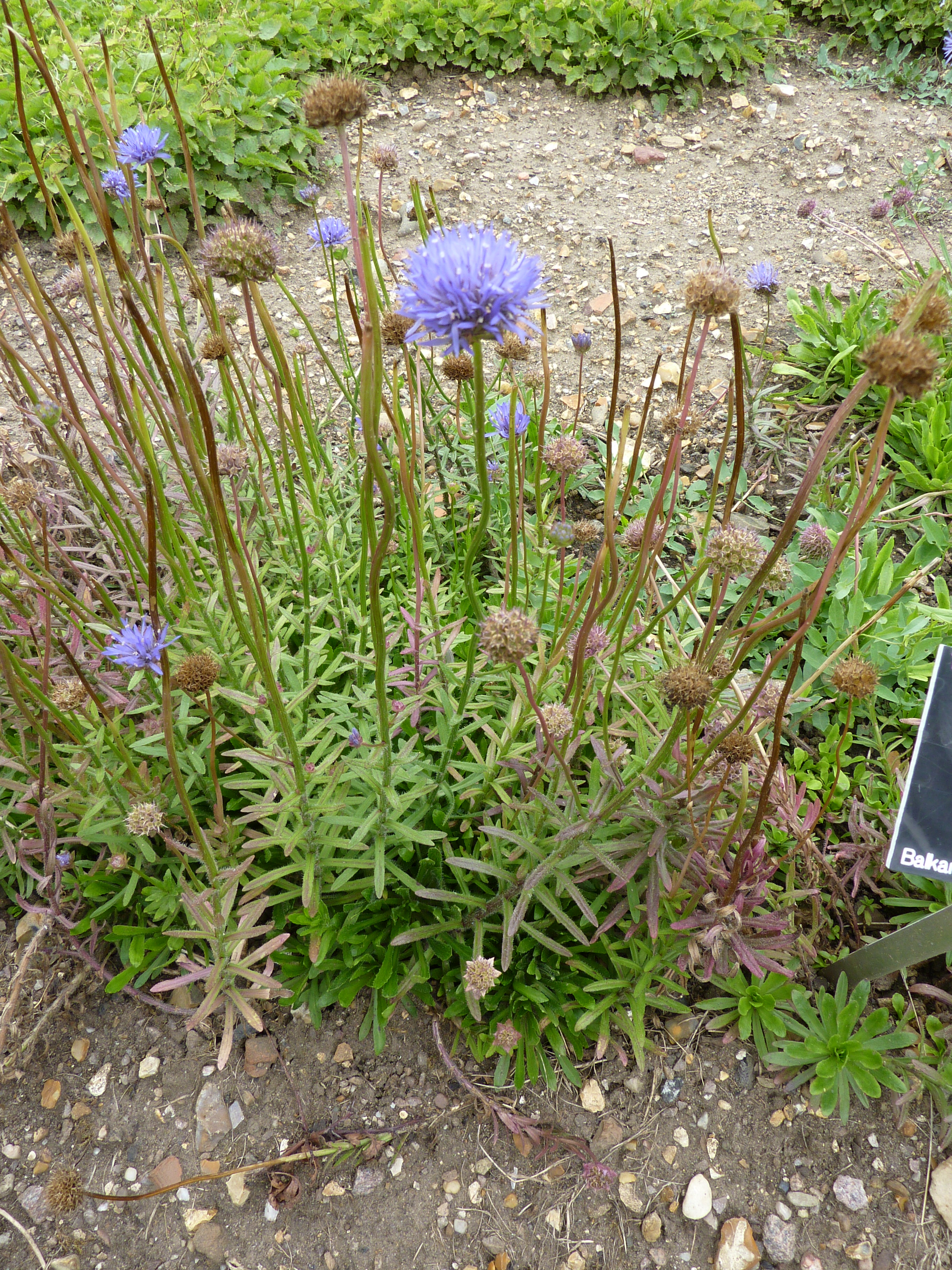
Jasione heldreichii

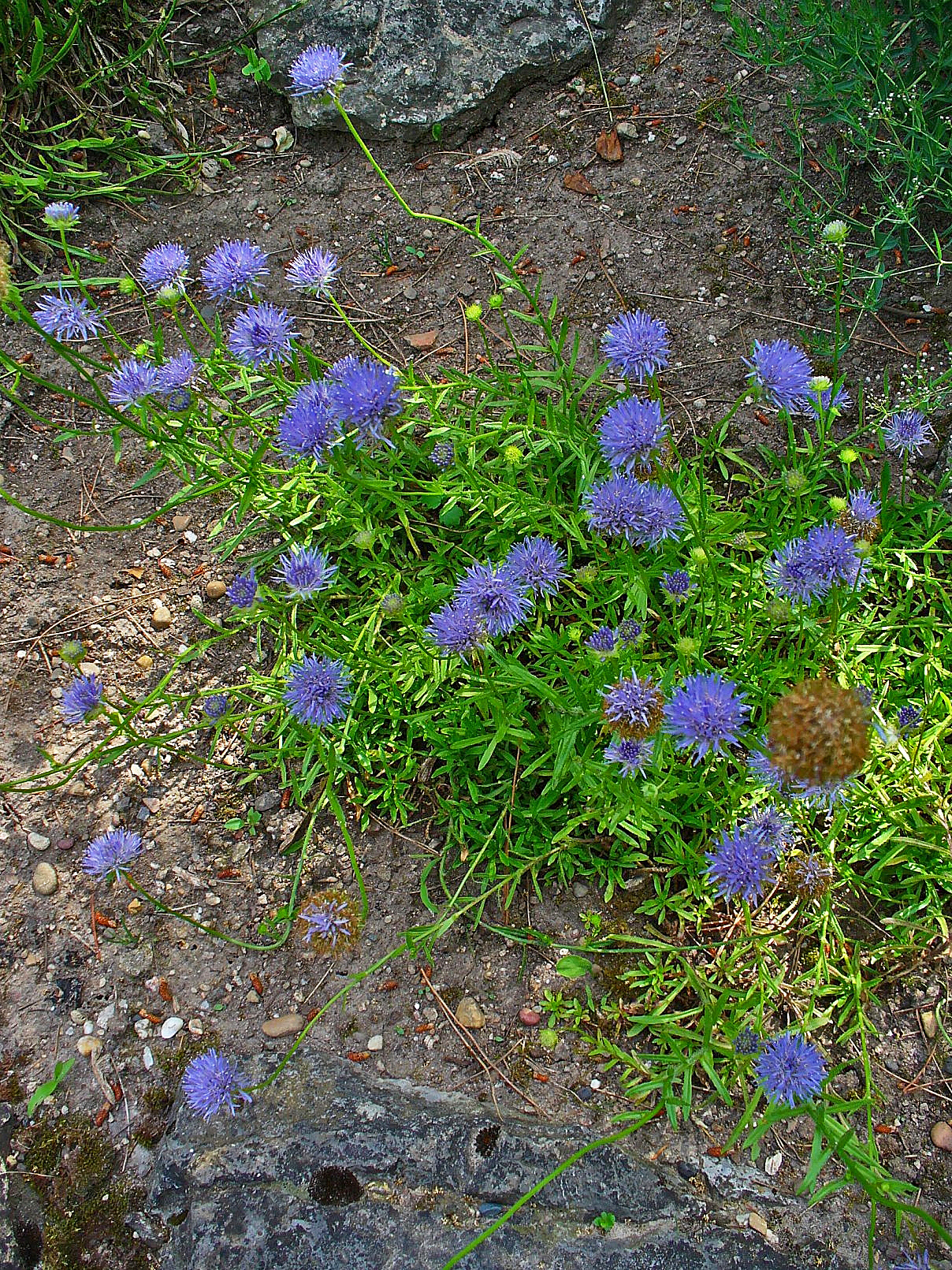
Ausdauerndes Sandglöckchen (Jasione laevis)

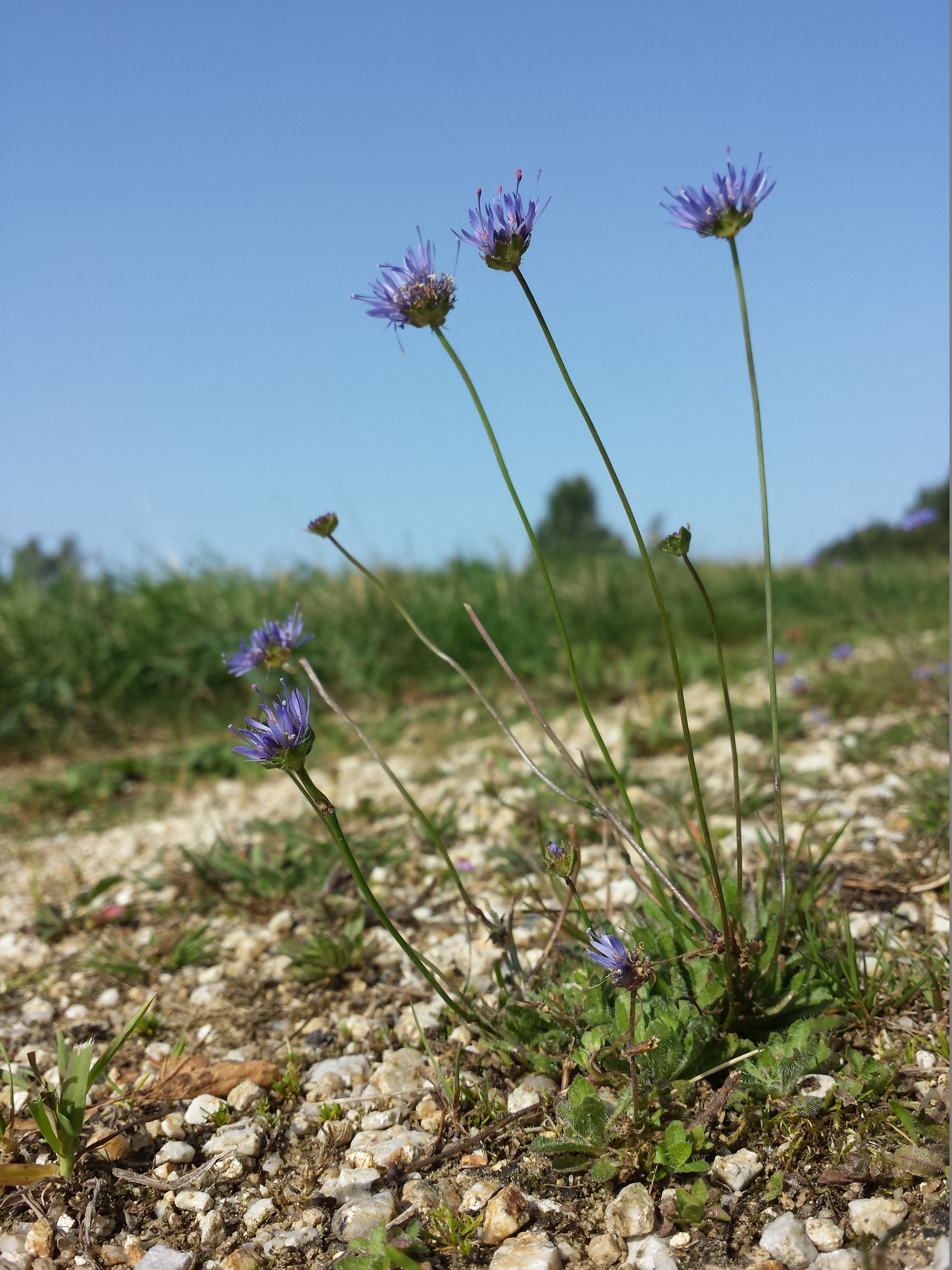
Berg-Sandglöckchen (Jasione montana)

### Vegetative Merkmale
Jasione-Arten sind ein-, zweijährige oder ausdauernde krautige Pflanzen. Die Laubblätter sind wechselständig angeordnet. Die Blattspreiten sind einfach.

### Generative Merkmale
Die kugeligen Blütenstände enthalten meist viele Blüten. An der Basis der Blütenstände sind ein oder mehrere Hüllblätter, aber keine Trag- oder Deckblätter vorhanden. Es sind höchstens kurze Blütenstiele vorhanden.
Es lässt sich nur bei Betrachtung der endständigen Blüten eine „glockige Blütenform“ erkennen. Die zwittrigen Blüten sind fünfzählig mit doppelter Blütenhülle. Die fünf Kelchblätter sind verwachsen. Zwischen den fünf Kelchzipfeln gibt es keine Anhängsel. Die fünf Blütenkronblätter sind an ihrer Basis verwachsen. Die fünf Kronlappen sind linealisch-lanzettlich. Es sind fünf Staubblätter vorhanden. Die freien Staubfäden sind pfriemförmig. Die Staubbeutel sind meist an ihrer Basis miteinander verbunden. Der in der oberen Hälfte behaarte Griffel endet in zwei Narben.
Die Kapselfrüchte öffnen sich mit zwei Fruchtklappen im oberen Bereich.

### Chromosomensätze
Es gibt sowohl rein diploide wie auch polyploide Jasione-Arten. Die Chromosomenzahl beträgt 2n = 12, es gibt neben den diploiden auch tetra- und hexaploide Arten. Im Fall von Jasione montana var. litoralis kann es durch das Vorkommen von β-Chromosomen zu Abweichungen kommen (n = 6 + 1β).

## Standorte
Die Jasione-Arten gedeihen meist an kalkarmen, sonnigen und trockenen Standorten.

## Systematik und Verbreitung
Die Gattung Jasione wurde 1753 durch Carl von Linné in Species Plantarum, Tomus II, S. 928 aufgestellt. Der Gattungsname Jasione soll an Iasion erinnern, eine Figur der griechischen Mythologie. Synonyme für Jasione L. sind: Ovilla Adans., Jasionella Stoj. & Stef., Urumovia Stef.
Die Gattung Jasione ist von West- über Mittel-, Nord-, Ost- bis Südosteuropa und im Mittelmeerraum bis Westasien verbreitet. Wenige Arten sind in einigen Gebieten Neophyten. In Europa kommen etwa neun Arten vor.
Die Gattung Jasione umfasst etwa 15 Arten, hier mit ihrer Verbreitung:
- Jasione bulgarica Stoj. & Stef.: Sie kommt nur in Bulgarien vor.[1]
- Jasione cavanillesii C.Vicioso: Sie kommt nur im nordwestlichen Spanien vor.[1]
- Jasione corymbosa Poir. ex Schult.: Sie ist im westlichen Mittelmeerraum (Iberische Halbinsel, Algerien, Marokko) verbreitet.[1]
- Jasione crispa (Pourr.) Samp.:[1] Die etwa zehn Unterarten sind im westlichen Mittelmeerraum verbreitet:[1]
  - Jasione crispa subsp. amethystina (Lag. & Rodr.) Tutin: Sie kommt nur im südlichen Spanien vor.[1] Die Chromosomenzahl beträgt 2n = 18.[6]
  - Jasione crispa subsp. arvernensis Tutin: Sie kommt nur im südlich-zentralen Frankreich vor.[1] Die Chromosomenzahl beträgt 2n = 36.[6]
  - Jasione crispa subsp. cedretorum (Pau & Font Quer) Dobignard: Sie kommt in Marokko vor.[1] Die Chromosomenzahl beträgt 2n = 12.[6]
  - Jasione crispa (Pourr.) Samp. subsp. crispa: Sie kommt in Spanien und Frankreich vor.[1] Die Chromosomenzahl beträgt 2n = 36.[6]
  - Jasione crispa subsp. lanuginella (Litard. & Maire) Lambinon & Lewalle: Sie kommt in Marokko vor.[1]
  - Jasione crispa subsp. mariana (Willk.) Rivas Mart.: Sie kommt nur im zentralen Spanien vor.[1] Die Chromosomenzahl beträgt 2n = 12.[6]
  - Jasione crispa subsp. mesatlantica (Emb. & Maire) Dobignard: Sie kommt in Marokko und Algerien vor.[1]
  - Jasione crispa subsp. tomentosa (A.DC.) Rivas Mart.: Sie kommt nur im südlichen und im westlich-zentralen Spanien vor.[1] Die Chromosomenzahl beträgt 2n = 48.[6]
  - Jasione crispa subsp. varduliensis Uribe-Ech.: Sie kommt nur im nördlichen Spanien vor.[1]
- Jasione foliosa Cav.:[1] Es gibt seit 2002 zwei Unterarten:[1]
  - Jasione foliosa Cav. subsp. foliosa: Sie kommt nur im südlichen Spanien vor.[1]
  - Jasione foliosa subsp. mansanetiana (Roselló & Peris) Rivas Mart. (Jasione mansanetiana Roselló & Peris): Sie hat seit 2002 den Rang einer Unterart und kommt nur im zentralen Spanien vor.[1]
- Jasione heldreichii Boiss. & Orph.: Sie ist von der Balkanhalbinsel über ägäische Inseln bis zur westlichen Türkei verbreitet.[1]
- Jasione idaea Stoj.: Sie kommt nur in der westlichen Türkei vor.[1]
- Jasione jankae Neilr.: Es gibt Fundortangaben für Griechenland, Nordmazedonien, Bulgarien, Rumänien, Serbien inklusive des Kosovos und vielleicht Albanien.[1]
- Ausdauerndes Sandglöckchen (Jasione laevis Lam.):[1] Es gibt etwa drei Unterarten:
  - Jasione laevis subsp. carpetana (Boiss. & Reut.) Rivas Mart.: Sie kommt nur im zentralen Spanien vor.[1]
  - Jasione laevis subsp. gredensis Rivas Mart. & Sancho: Sie wurde 1984 aus Spanien erstbeschrieben.[1]
  - Jasione laevis Lam. subsp. laevis: Sie kommt nur von Spanien bis Frankreich vor. Sie ist in wenigen europäischen Gebieten ein Neophyt.[1]
- Jasione maritima (Duby) L.M.Dufour ex Merino: Sie kommt vom nordwestlichen Portugal bis südwestlichen Frankreich vor.[1]
- Berg-Sandglöckchen (Jasione montana L., Syn.: Jasione lusitanica A. DC.): Die drei Unterarten sind in Europa und Nordafrika weitverbreitet.[1]
- Jasione orbiculata Griseb. ex Velen.: Sie ist in Südosteuropa und Italien verbreitet.[1]
- Jasione penicillata Boiss. (Syn.: Jasione montana subsp. penicillata (Boiss.) Rivas Mart.):[1] Dieser Endemit kommt nur in der spanischen Sierra Tejeda vor.
- Jasione sessiliflora Boiss. & Reut. (Syn.: Jasione crispa subsp. sessiliflora (Boiss. & Reut.) Rivas Mart.), Jasione crispa subsp. serpentinica P.Silva: Sie kommt in Tunesien, Algerien, Marokko, Gibraltar, Spanien sowie Portugal vor.
- Jasione sphaerocephala Brullo, Marcenò & Pavone:[1] Dieser Endemit kommt nur im südwestlichen Italien vor.[1]
- Jasione supina Sieber ex Spreng.: Die etwa vier Unterarten sind im asiatischen Teil der Türkei verbreitet:[1]
  - Jasione supina subsp. akmanii Damboldt: Sie kommt nur in der nördlichen Türkei vor.[1]
  - Jasione supina subsp. pontica (Boiss.) Damboldt: Sie kommt nur in der nördlichen Türkei vor.[1]
  - Jasione supina Sieber ex Spreng. subsp. supina: Sie kommt nur in der westlichen Türkei vor.[1]
  - Jasione supina subsp. tmolea (Stoj.) Damboldt: Sie kommt nur in der westlichen Türkei vor.[1]